# Ola Trzaska
Ola Trzaska, właśc. Aleksandra Tomaszczyk-Trzaska (ur. 3 grudnia 1982 w Sosnowcu) – polska wokalistka jazzowa, kompozytorka, flecistka, autorka tekstów.

## Życiorys
W roku 2001 ukończyła Państwowe Liceum Muzyczne im. Karola Szymanowskiego w Katowicach, następnie w roku 2006 Akademię Muzyczną im. Fryderyka Chopina w Warszawie w klasie fletu. Absolwentka Studium Jazzu im. Henryka Majewskiego PSJ Bednarska w Warszawie (rok 2012), na wydziale Wokalistyki Jazzowej w klasie Izy Zając.
Karierę wokalną rozpoczęła w roku 1998, szkoląc głos w Młodzieżowym Ośrodku Pracy Twórczej w Dąbrowie Górniczej. Tego samego roku w konkursie Piosenki Angielskiej „Eurosong” w Tychach zajęła IV miejsce. Rok później brała udział w VI Przeglądzie Twórczości Szkolnej, gdzie zdobyła nagrodę specjalną w kategorii „Piosenka”.
W roku 2000 brała udział w jazzowych warsztatach prowadzonych przez Dorotę Miśkiewicz, gdzie pierwszy raz zaśpiewała standard jazzowy wraz z solówką wykonaną techniką scat.
Kształcąc głos równolegle doskonaliła umiejętności gry na flecie poprzecznym, czego efektem było utworzenie kwintetu dętego drewnianego o nazwie Uncle’s Quintet.
Zespół zajął pierwsze miejsce w VII Ogólnopolskim Konkursie Zespołów Instrumentów Dętych w Warszawie, następnie otrzymał propozycję współpracy z Dorotą Miśkiewicz przy nagraniach jej trzeciej płyty. Uncel’s Quintet wraz z Dorotą Miśkiewicz i Grzegorzem Turnauem zarejestrowali w studio utwór Suwalskie Bolero, który w roku 2008 został wydany na płycie Caminho. Album uzyskał status złotej płyty.
W roku 2008 na zaproszenie Tomka Krawczyka, gitarzysty i założyciela formacji Bisquit, Ola Trzaska wzięła udział w nagraniu drugiej płyty zespołu pt. Pytania, a utwór „Idealny” z jej udziałem otwiera album. Rok po nagraniu płyty ponownie spotkała się z zespołem, dając koncert live w radiu RDC podczas audycji Marka Wiernika.
W latach 2006–2010 obok sukcesów artystycznych poszerzała umiejętności pracy menadżerskiej. Pracowała w agencji artystycznej GRAMI jako asystent Urszuli Dudziak, Doroty Miśkiewicz. Jest odpowiedzialna za organizację koncertu „Jazzsinfonica” podczas 11 Wielkanocnego Festiwalu Ludwiga van Beethovena w Warszawie oraz wydawnictwo płyty Urszula Dudziak Superband Live at Jazz Cafe.
11 stycznia 2014 ukazał się jej debiutancki album All Around, za który otrzymała nominację do nagrody Fryderyk 2015 w kategorii Fonograficzny Jazzowy Debiut Roku.
W tym samym roku skomponowała muzykę do utworu hip-hopowego „Minuty”, w oryginale wykonywanego przez zespół Stare Miasto. W składzie zespołu znaleźli się: Nikola Kołodziejczyk – fortepian, Michał Tomaszczyk – puzon, Łukasz Korybalski – flugelhorn, Ola Trzaska – flet, Andrzej Święs – kontrabas, Sebastian Kuchczyński - perkusja. Utwór został skomponowany specjalnie dla Ewy Bem. i zawarty został na płycie Albo Inaczej, wydanej nakładem wytwórni Alkopoligamia w roku 2015. Album zdobył status Złotej Płyty.
Podczas festiwalu Redbull Warsaw Academy Weekender, został przedstawiony cały materiał płytowy gdzie wraz z Agnieszką Kiepuszewską wsparła wokalnie m.in. takich artystów jak Zbigniew Wodecki, Stare Miasto.
W roku 2016 wzięła udział w produkcji utworu „Zawsze możesz liczyć na” będącego ostatnią pozycją płyty „Ała” polskiego wybitnego rapera – Tego Typa Mesa, jak również zaproszona została przez kubańskiego saksofonistę Luisa Nubiolę, u którego jako gość zaśpiewała utwór „Halito” na jego płycie „Global Friendship”.
18 listopada 2016 ukazał się jej drugi autorski album Amulet. Został nagrany w jakości audiofilskiej w Studio7.
Podobnie jak pierwszy- All Around, wydany został przez wytwórnię SJRecords.

## Albumy autorskie
| Rok  | Tytuł                                                    | Pozycja na liście | Nakład |
| Rok  | Tytuł                                                    | POL               | Nakład |
| ---- | -------------------------------------------------------- | ----------------- | ------ |
| 2014 | All Around - Data: 11 stycznia 2014 - Wydawca: SJRecords | –                 |        |
| 2016 | Amulet - Data: 18 listopada 2016 - Wydawca: SJRecords    | –                 |        |

## Kompilacje
| Rok  | Tytuł                                                                      | Uwagi |
| ---- | -------------------------------------------------------------------------- | ----- |
| 2016 | Muzyka Czterech Stron Świata vol.2 - Data: 21 września 2016 - Wydawca: MTJ |       |

## Udział gościnny
| Rok  | Tytuł                                                                                               | Pozycja na liście | Certyfikat ZPAV |
| Rok  | Tytuł                                                                                               | POL               | Certyfikat ZPAV |
| ---- | --------------------------------------------------------------------------------------------------- | ----------------- | --------------- |
| 2008 | Caminho – Dorota Miśkiewicz - Data: 19 września 2008 - Wydawca: Sony BMG Music Entertainment Poland | 13                | - złota płyta   |
| 2008 | Pytania – Bisquit - Data: 8 lutego 2008 - Wydawca: Kayax                                            | –                 |                 |
| 2015 | Albo Inaczej - Data: 10 maja 2015 - Wydawca: Alkopoligamia                                          | 4                 | - złota płyta   |
| 2016 | Global Friendship – Luis Nubiola - Data: marzec 2016 - Wydawca: Luis Nubiola                        | –                 |                 |
| 2016 | Ała. – Ten Typ Mes - Data: 4 listopada 2016 - Wydawca: Alkopoligamia                                | – 1               | –               |